# ГЕС Cowans Ford
ГЕС Cowans Ford — гідроелектростанція у штаті Північна Кароліна (Сполучені Штати Америки). Знаходячись між ГЕС Lookout Shoals (26 МВт, вище по течії) та ГЕС Маунтін-Айленд, входить до складу каскаду на річці Катавба (в нижній течії Ватірі), яка дренує східний схил хребта Блу-Рідж (Аппалачі) та є лівим витоком річки Санті (впадає до Атлантичного океану за шість десятків кілометрів на північний схід від Чарлстону).
В межах проекту долину річку перекрили бетонною гравітаційною греблею з бічними земляними ділянками висотою 40 метрів та загальною довжиною 2563 метри (в тому числі 2273 метри насипна частина), яка потребувала 298 тис. м3 бетону та 688 тис. м3 породи. Крім того, існує допоміжна земляна дамба Hicks Crossroads довжиною 955 метрів. Разом вони утримують водосховище з площею поверхні 131 км2 та корисним об'ємом 368 млн м3.
Пригреблевий машинний зал обладнали чотирма турбінами типу Каплан потужністю по 83,1 МВт.
Зв'язок з енергосистемою відбувається по ЛЕП, розрахованій на роботу під напругою 230 кВ.